# Universal Mobile Telecommunications System

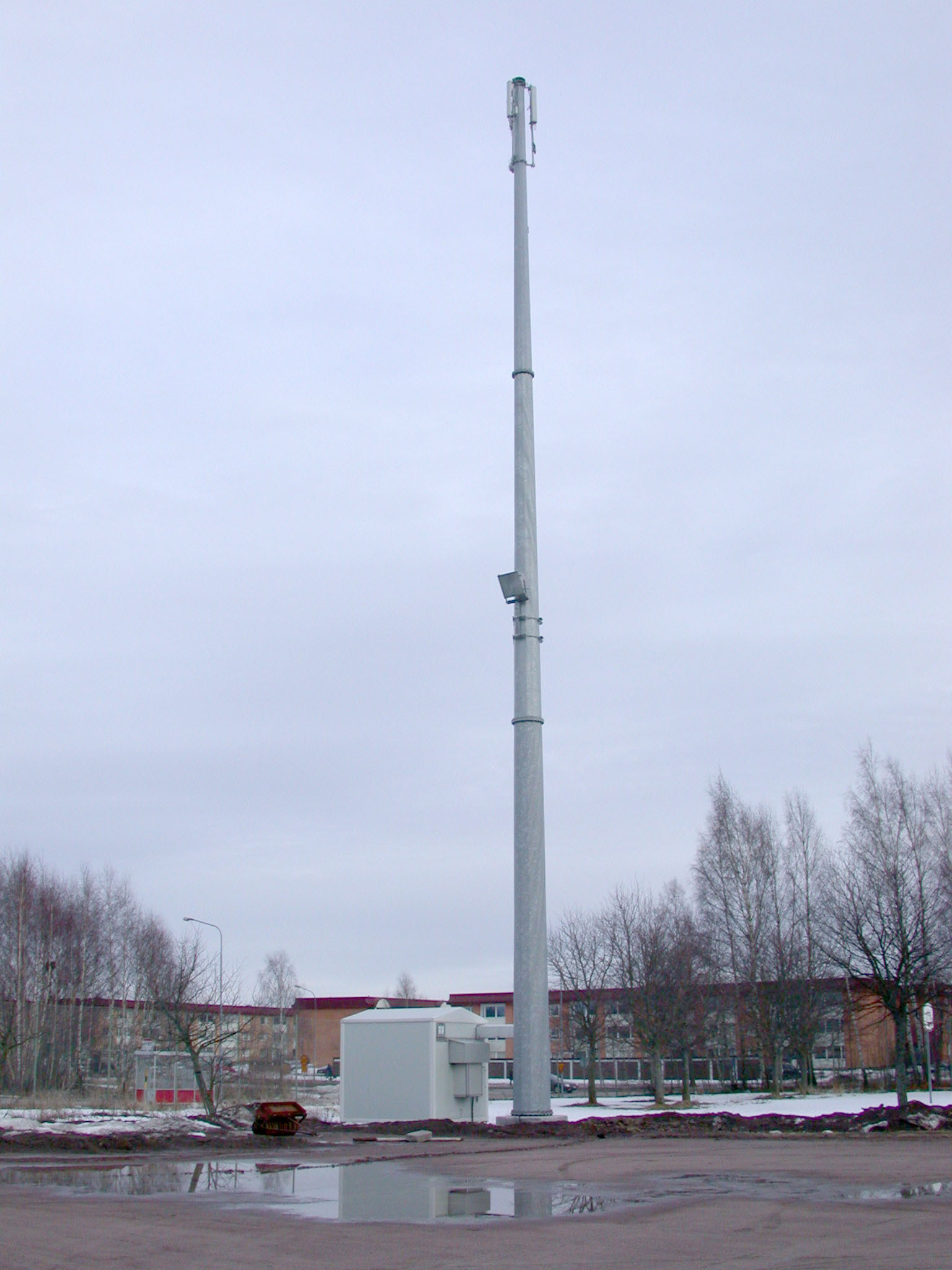
Stacja bazowa systemu UMTS

Universal Mobile Telecommunications System (UMTS), Uniwersalny System Telekomunikacji Ruchomej – jeden z systemów telefonii komórkowej trzeciej generacji (3G), umożliwiający nieograniczony dostęp radiowy do globalnej infrastruktury telekomunikacyjnej za pośrednictwem segmentu naziemnego oraz satelitarnego, zarówno dla użytkowników stacjonarnych, jak i ruchomych. Jest systemem integrującym w zamierzeniu wszystkie systemy telekomunikacyjne (teleinformatyczne, radiowe i telewizyjne). W odróżnieniu od systemu telefonii drugiej generacji (GSM) oraz generacji 2.5 (GPRS i EDGE), w których dominującą usługą miała być usługa głosowa, w systemie 3G od momentu rozpoczęcia projektowania zakładano „równoprawne” świadczenie usług telefonicznych i transmisji danych.
Sieci budowane na bazie tego standardu oferują swoim użytkownikom możliwość wykonywania połączeń głosowych, wideorozmów, wysyłania wiadomości tekstowych oraz przesyłania danych. Dzięki zaimplementowanej technologii HSPA+ (HSDPA i HSUPA), będącej częścią standardu UMTS, użytkownicy mogą uzyskać transfer z przepływnością 21,6 Mbit/s podczas odbierania informacji i 5,76 Mbit/s podczas wysyłania danych.
UMTS jest następcą standardu GSM (oba są rozwijane przez organizację normalizacyjną 3GPP). Przy jego projektowaniu pozostawiono bez większych zmian sieć szkieletową, wprowadzono natomiast zasadnicze zmiany w sieci radiowej. Dzięki nowemu interfejsowi radiowemu możliwe jest lepsze wykorzystanie dostępnych zasobów radiowych, zapewnienie lepszego współczynnika QoS i zaoferowanie lepszej przepływności danych. Najpopularniejszą techniką używaną dla potrzeb dostępu do sieci radiowej jest WCDMA, dlatego często używa się, zamiennie z sieć UMTS, określenia sieć WCDMA (często stosuje się też nazwy typu sieć HSPA dla sieci budowanych w standardzie UMTS, które mają zaimplementowaną tę technikę).
Sieci w obu standardach mogą ze sobą współpracować, dostępne są telefony pracujące zarówno jako terminale GSM, jak i UMTS, możliwy jest handover (czyli przeniesienie aktywnego połączenia bez zrywania rozmowy/transmisji) pomiędzy oboma rodzajami sieci dla poruszającego się użytkownika. Usługi dostępne w sieciach GSM są też dostępne w UMTS, większość usług zdefiniowanych dla użytkowników UMTS jest dostępna (niektóre z gorszą jakością) po zalogowaniu się do sieci GSM. Ponieważ GSM jest obecnie najpopularniejszym standardem sieci komórkowych, UMTS okazał się najczęściej wybieranym rozwiązaniem, na którym oparto budowę sieci trzeciej generacji.
W drugim kwartale 2008 istniało około 230 sieci w standardzie UMTS zbudowanych w ponad 90 krajach, zarejestrowanych było ponad 235 mln subskrypcji, co stanowiło około 70% rynku systemów 3G.

## Rozwój standardu UMTS

### Powstanie specyfikacji i pierwsze implementacje
W roku 1986 International Telecommunication Union (ITU) rozpoczęła pracę nad globalnym standardem komunikacji mobilnej. W międzyczasie zaczęły się rozwijać niekompatybilne systemy drugiej generacji, a prawdziwą rewolucję w dostępności do łączności ruchomej zapoczątkowało pojawienie się na początku lat 90. XX wieku systemu GSM. Okazało się, że nie jest możliwe zbudowanie na ich bazie jednego globalnego systemu 3G (ewolucja w telekomunikacji bazuje na istniejących niekompatybilnych rozwiązaniach i uwarunkowaniach prawnych, różniących się w zależności od obszaru świata), a ITU skupiła się na zdefiniowaniu rodziny systemów – IMT-2000 family, które będą mogły ze sobą współpracować i oferować podobne możliwości, zdefiniowane przez wymagania ITU dla systemów trzeciej generacji.
W roku 1989 niedługo po opublikowaniu pierwszych specyfikacji GSM, w krajach Unii Europejskiej rozpoczął się projekt Research, Analysis, Communication, Evaluation (RACE-1). Jego zadaniem było prowadzenie prac nad nowymi technologiami, które mogłyby być użyte do budowy przyszłych systemów telekomunikacyjnych.
Projekt zakończył się w roku 1992 na opracowaniu ogólnych koncepcji związanych z budową sieci nowej generacji. Inne projekty badawcze bazujące na tych wytycznych przedstawiły konkretne, konkurencyjne propozycje.
W styczniu 1998 na konferencji przeprowadzonej przez Europejski Instytut Norm Telekomunikacyjnych (ETSI) wybrano ostatecznie dwa modele sieci trzeciej generacji bazujące na sieci szkieletowej (ang. Core Network) używanej w GSM oraz technologiach związanych z siecią radiową (ang. Radio Access Network): W-CDMA i TD-CDMA. Zostały one przedstawione jako propozycje dla systemów objętych wymaganiami IMT-2000 i obie uzyskały akceptacje ITU. Te dwie technologie dostępu do sieci stały się podstawą rozwijanego przez ETSI standardu UMTS.
Nad rozwojem sieci 3G pracowano także poza Europą i często były to projekty zbliżone do tych opracowanych przez ETSI. Na przykład działający w Japonii instytut standaryzacyjny również postanowił podczas tworzenia swoich specyfikacji sieci szkieletowej 3G oprzeć się na rozwiązaniach stosowanych w GSM. Największy japoński operator NTT DoCoMo rozpoczął prace nad sieciami radiowymi bazującymi na technologii W-CDMA już w 1996 r. Aby zharmonizować prace nad rozwojem podobnych standardów, w grudniu 1998 r. powołano konsorcjum standaryzacyjne 3rd Generation Partnership Project (3GPP), mające na celu rozwój globalnego standardu UMTS. W jego skład, poza instytutami standaryzacyjnymi z Europy i Japonii, weszły także podobne organizacje ze Stanów Zjednoczonych i Korei Południowej.
W roku 2001 NTT DoCoMo uruchomił pierwsze na świecie komercyjne usługi 3G, na bazie stworzonej przez siebie sieci FOMA (Freedom Of mobile Multimedia Access), kompatybilnej ze standardem UMTS.
Pierwsza sieć UMTS w Europie została uruchomiona przez operatora Mobilkom Austria w roku 2002.
Obecnie, według Global mobile Suppliers Association, istnieje 155 sieci w standardzie UMTS, które w 68 krajach oferują usługi 3G dla ok. 113 mln abonentów (stan na marzec 2007).
3GPP cały czas rozwija specyfikację systemu UMTS. Ewolucji podlega sieć szkieletowa, ale największe zmiany dotyczą sieci radiowej. Dzięki nowym technologiom takim jak HSDPA operatorzy mogą lepiej wykorzystać należące do nich spektrum radiowe i zaoferować abonentom lepszy transfer danych.

### Ewolucja pomiędzy systemami 2G a UMTS

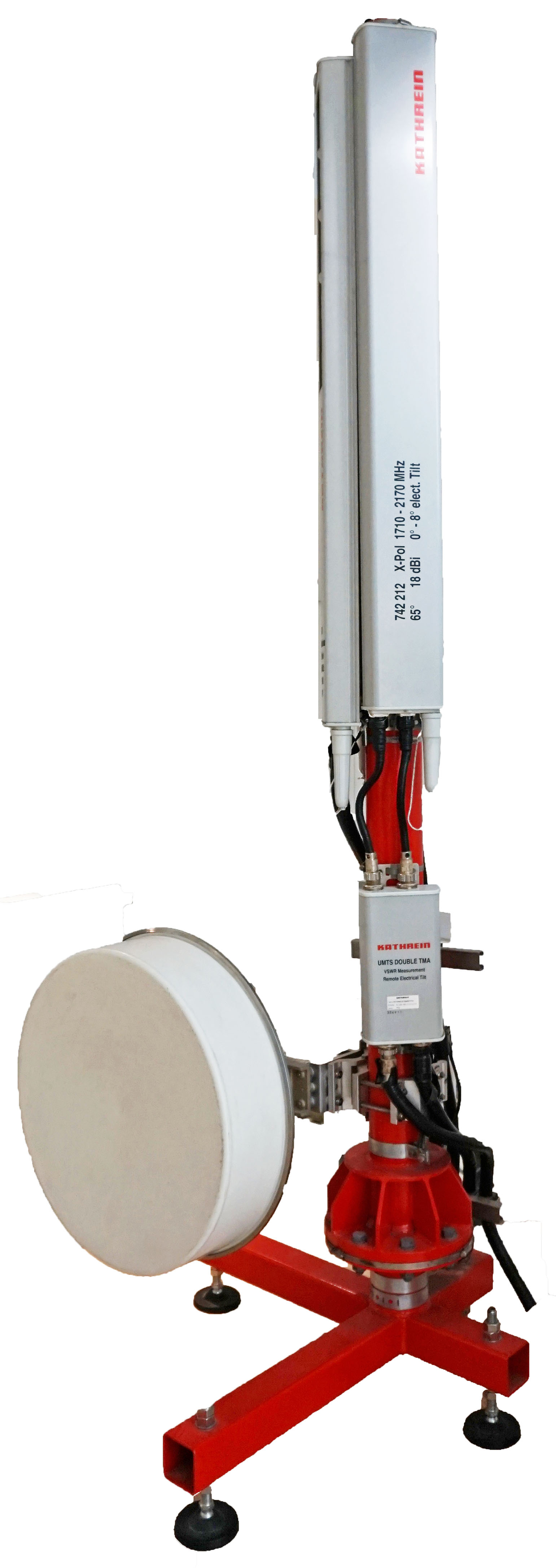
Dwusystemowa antena sektorowa GSM1800/UMTS firmy Kathrein, poniżej typowa antena radiolinii

Sieci UMTS są naturalnym następcą GSM. Konsorcjum 3GPP rozwija równocześnie oba standardy, wiele specyfikacji związanych z siecią szkieletową jest wspólnych. Cyfrowe centrale MSC, które służą do zestawiania połączeń głosowych w GSM, są też wykorzystywane do tego celu w sieciach UMTS. W okresie przejściowym, gdy usługi UMTS są dopiero uruchamiane, operatorzy mogą do zestawiania połączeń 3G wykorzystywać centrale z sieci GSM, potem budowana jest jednak osobna sieć szkieletowa, która przejmuje obsługę rozmów inicjowanych za pomocą sieci trzeciej generacji. Sieć szkieletowa zbudowana dla obsługi ruchu pakietowego generowanego przez zaimplementowane w GSM technologie GPRS/EDGE używana jest również w sieci UMTS. Gdy operator rozbudowuje równocześnie oba rodzaje sieci, używa jednej wspólnej sieci wspomagającej komutacje pakietów. Także usługi bazujące na platformie sieci inteligentnych (np. serwisy prepaid) mogą działać tak samo dla obu rodzajów sieci dzięki technologii CAMEL.
To co najbardziej odróżnia oba standardy to sieć radiowa. Zupełnie inne technologie użyte do jej budowy sprawiają, że dla obu rodzajów sieci rozbudowywany jest osobny system stacji bazowych. Niestety podczas planowania struktury sieci radiowej UMTS, operator nie może oprzeć się na istniejącej infrastrukturze masztów używanych w GSM, ponieważ rozmiar komórki (ang. cell) w standardzie UMTS jest znacznie mniejszy. Oznacza to budowanie od podstaw nowej sieci masztów i nadajników.
Dla innych systemów 2G również przewidziany jest proces tzw. rolloutu sieci do standardu UMTS. Popularne w Stanach Zjednoczonych i Kanadzie sieci IS-136 (nazywane często sieciami TDMA) podlegają ciągłej ewolucji. Przesyłanie danych zostało w nich zaimplementowane na bazie stworzonej dla potrzeb GSM technologii EDGE, trwają prace nad dalszą rozbudową tych systemów i w konsekwencji nad migracją do UMTS. Podobny rozwój przewidziany jest dla popularnych w Japonii sieci Personal Digital Cellular (PDC).
Okazuje się, że także niektórzy operatorzy sieci w standardzie IS-95 (popularnie nazywanymi sieciami CDMA), dla których najprostszym modelem ewolucji jest rozbudowa sieci do standardu CDMA2000 (jeden ze standardów sieci 3G uwzględnionych przez ITU w założeniach IMT-2000), wybierają migracje do systemów GSM/EDGE/UMTS.

### Kwestie legislacyjne i finansowe
Ze standardem UMTS wiązano ogromne oczekiwania co do jego roli w rewolucji telekomunikacyjnej. Analitycy wskazywali go nie tylko jako technologię umożliwiającą sprawniejszą komunikację, ale jako platformę łączącą ludzi, komputery i inne urządzenia, oferującą nowe możliwości związane z dostępem do informacji oraz kanał dla dostarczania bliżej niesprecyzowanych usług, które miały przynieść operatorom, innym firmom oraz ich klientom ogromne korzyści. Bazując na tych bardzo optymistycznych raportach, operatorzy telekomunikacyjni przystąpili do inwestycji. Środki finansowe musiały być przeznaczone nie tylko na drogą infrastrukturę telekomunikacyjną konieczną do zbudowania nowych sieci, ale także na licencje UMTS, czyli w praktyce – na możliwość użycia nowych częstotliwości na obszarze danego kraju. Wśród startujących do przetargów firm dominowały ogromne oczekiwania co do zwrotu poniesionych kosztów oraz obawa o ewentualna marginalizacje pozycji na nowym rynku usług teleinformatycznych, w przypadku gdyby nie udało im się pozyskać licencji (ich liczba była ograniczona). Również rządy wielu państw uznały przetargi jako okazje do podreperowania budżetu państwa. Ustalone zasady sprzedaży oraz determinacja kupujących sprawiły, że w Europie na licencje wydano ponad 100 mld dolarów (najwięcej w Niemczech – 45 mld i Wielkiej Brytanii – 34 mld dolarów).
W niektórych krajach zrezygnowano z przetargów na rzecz tak zwanych konkursów piękności (ang. beauty contests). Uznano, że aukcje doprowadzą do sytuacji, w której operatorzy wydadzą zebrane na rynkach kapitałowych środki na zakup licencji kosztem inwestycji w rozwój infrastruktury telekomunikacyjnej, a poniesione koszty w konsekwencji i tak przerzucą na abonentów. Aby zapobiec takiej sytuacji, ustalono względnie niedużą cenę licencji (np. w Portugalii 100 mln euro), a jako kryterium w przyznaniu prawa do używania częstotliwości wskazywano na przykład deklarowane przez danego operatora sumy na rozwój przyszłej sieci, ramy czasowe oraz ogólną wiarygodność oferenta.
Rozpoczęta w 2000 roku walka o licencje UMTS w całej Europie doprowadziła lokalne telekomy do poważnych problemów finansowych. Największe z nich (jak France Telecom i Deutsche Telekom) już rok później miały ponad 60 mld euro długów. Okazało się, że prognozy co do spodziewanych zysków były zdecydowanie przesadzone.
Brak było tzw. killer application, która byłaby źródłem wysokich przychodów dla operatorów. Alternatywne technologie bezprzewodowego dostępu do internetu zaczęły stawiać pod znakiem zapytania sens tak dużych inwestycji związanych ze standardem UMTS. Borykano się też z problemami technicznymi. Operatorzy zaczęli masowo renegocjować terminy uruchomienia nowych sieci oraz ceny infrastruktury telekomunikacyjnej. Te problemy odbiły się na dostawcach sprzętu i oprogramowania użytego do budowy sieci nowej generacji oraz na branży reklamowej.
Stosunkowo mniejsze problemy przeżywały firmy telekomunikacyjne w Azji, gdzie zainteresowanie nowinkami technicznymi wśród abonentów jest większe, a ceny licencji były znacznie niższe (w Japonii działający tam operatorzy otrzymali je za darmo).
Umowy pomiędzy regulatorami rynków telekomunikacyjnych w poszczególnych krajach a operatorami, którzy otrzymali licencje na budowę sieci 3G, zawierają wiele precyzyjnych uregulowań prawnych, które muszą być przestrzegane przez obie strony. Szczegółowo określone są kolejne raty związane z opłatą za licencję, ramy czasowe rozwoju nowej sieci, procent obszaru kraju i populacji, która w danych terminach powinna być objęta nowymi usługami. Operatorzy nieposiadający sieci drugiej generacji w danym kraju mogą spodziewać się ułatwień związanych z wydaniem pozwolenia na roaming krajowy (ze względu na wysokie koszty pokrycie całego kraju za pomocą sieci 3G może zająć dużo czasu) oraz ze znalezieniem partnera roamingowego (w przypadku braku chętnych wśród działających na danym terenie operatorów odpowiedni urząd regulacyjny może narzucić warunki współpracy międzyoperatorskiej).

## Sieć szkieletowa

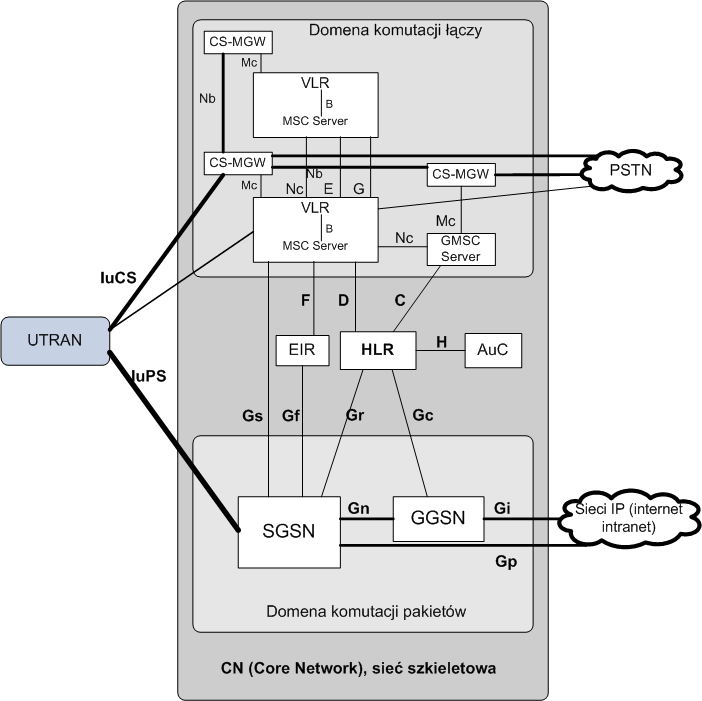
Architektura sieci szkieletowej w wersji R4

Sieć szkieletowa CN (ang. core network) odpowiedzialna jest za procedury związane z usługami udostępnianymi przez UMTS. Jej zadaniem jest ponadto dokonywanie połączeń z sieciami zewnętrznymi, np. ISDN. W skład sieci szkieletowej wejdą między innymi rejestr stacji własnych HLR (ang. Home Location Register) – rejestr abonentów na stałe zarejestrowanych w systemie oraz rejestr stacji obcych VLR (ang. Visitor Location Register) – spis użytkowników chwilowo przebywających w obszarze obsługiwanym przez konkretną centralę. W skład sieci szkieletowej wejdzie też zespół wyspecjalizowanych central elektronicznych MSC (ang. Mobile Service Switching Centre).
Wszystkie wymienione elementy znajdziemy w „zwykłym” systemie GSM. Nowością będą natomiast komponenty odpowiedzialne za współpracę z sieciami pakietowymi. Do transmisji pakietowej wykorzystany zostanie węzeł SGSN (ang. Serving GPRS Support Node). Pojawią się też centrale GGSN (ang. Gateway GPRS Support Node), łączące system UMTS z zewnętrznymi sieciami transmisji pakietowej.

### Zapewnienie mobilności
W sieci UMTS potrzeba dokonania handoveru wynika z konieczności zapewnienia użytkownikowi systemu mobilności. Dokonuje się to, poprzez utrzymywanie kilku najlepszych połączeń radiowych (ang. radio link), tj. połączeń radiowych z tymi komórkami node’a-B, których sygnał odebrany przez terminal jest najlepszy. Maksymalna liczba połączeń radiowych, zwana również rozmiarem Active Setu, najczęściej wynosi 3. Kryteria brane pod uwagę w procesie podejmowana decyzji o handoverze to: jakość sygnału kanału pilota (Ec/N0) i poziom sygnału kanału pilota (RSCP).
Sieć UMTS umożliwia wykonanie handoverów typu: hard i soft. W hard rozróżnia się interfrequency handover – zmiana kanału częstotliwościowego w UMTS – może być pomiędzy node’ami B, jak również w obrębie node’a B; intersystem – zmiana technologii dostępu radiowego (ang. RAT – radio access technology) np. z UMTS na GSM. Istnieją trzy odmiany soft handoveru: soft – stan, w którym terminal komunikuje się jednocześnie z więcej niż jedną komórką UMTS i komórki te należą do różnych node’ów B; softer- stan, w którym terminal komunikuje się jednocześnie z więcej niż jedną komórką UMTS i komórki te należą do tego samego node’a B; soft-softer – gdy oba powyższe warunki są spełnione.

### Sterowanie mocą
Generalna idea przyświecająca sterowaniu mocą polega na utrzymaniu mocy emitowanej tuż powyżej wartości, która zapewnia, że połączenie realizowane jest z odpowiednią jakością obsługi (QoS). W odróżnieniu od systemów FDMA, które działają poprawnie gdy emisje użytkowników są ograniczone pasmowo, CDMA działa należycie gdy ograniczone są interferencje między emisjami użytkowników. Nadawanie ze zbyt dużą mocą zmniejsza zatem pojemność systemu. Sterowanie mocą pomaga zmniejszyć interferencje między użytkownikami a tym samym maksymalnie wykorzystać pojemność systemu. W UMTS steruje się mocą kanałów zarówno w górę, jak i w dół.
Sterowanie mocą odbywa się przy pomocy trzech mechanizmów:
Sterowanie mocą w otwartej pętli (Open Loop Power Control) –Używane do dopasowania mocy łącza w górę. Celem jest, by wszystkie UE, realizujące połączenia z tym samym QoS, odbierane były w Node B z równą mocą. UE steruje swoją mocą bazując na pomiarach poziomu sygnału w kanale CPICH (gdy UE jest w trybie uśpionym) lub PRACH.
Sterowanie mocą w pętli zamkniętej (Closed Loop Power Control) –Mechanizm używany gdy połączenie radiowe jest już ustanowione. Głównym celem CLPC jest skompensowanie efektu nagłych zmian mocy sygnału. Dlatego też mechanizm powinien być na tyle szybki by zdążyć skutecznie na te zmiany zareagować. 1500 razy na sekundę UE dostaje rozkazy od BS by zmniejszyć lub zwiększyć moc nadawania (w krokach o 1,2 lub 3 dB). Ponadto RNC będąc świadomym tego co dzieje się w komórkach należących do jego obszaru przydziela BS’om dopuszczalne poziomy mocy.
Sterowanie mocą w pętli zewnętrznej (Outer Loop Power Control)
pętla wykonywana z częstotliwością 10-100Hz, służy do zmiany wymaganego SIR na podstawie analizy bitowej stopy błędów BER lub blokowej stopy błędów BLER.

## Zasięg sieci UMTS w Polsce
Niektórzy polscy operatorzy telefonii komórkowej stopniowo wyłączają usług w technologii UMTS na rzecz sieci czwartej (LTE) i piątej (5G) generacji.
Pewnym źródłem informacji o zasięgu są aktualizowane przez operatorów mapy zasięgów:
- mapa zasięgu sieci Plus,
- mapa zasięgu sieci T-Mobile, T-Mobile całkowicie wyłączył sieć UMTS w kwietniu 2023[6],
- mapa zasięgu sieci Orange, Orange planuje zakończyć wyłączanie sieci UMTS do końca 2025 roku[7],
- mapa zasięgu sieci Play, Play obecnie nie planuje wyłączania sieci UMTS[8].

## Usługi i zalety systemu UMTS
Usługi sieci UMTS:
- odpowiedniki usług sieci GSM (głos, wiadomość tekstowa, wiadomość multimedialna)
- szybszy niż w GSM dostęp do Internetu (od 384 kbps do 14,4 Mbps) – przy użyciu technologii MIMO – Multiple Input Multiple Output do 21 Mbps
- połączenia wideo
- telewizja, radio, muzyka, wideo
- większa odporność na zakłócenia (zalety wykorzystania transmisji z rozpraszaniem widma)